# 空殼公司
空殼公司（shell corporation，Shell Corporation），又名空頭公司、皮包公司或紙上公司，在日本稱為幽靈會社因而衍伸出幽靈公司的用法。與一種出現在離岸金融中心已經開設的公司法人，有公司名字，但是與還未有經營業務的現成公司（Readymade company／Shelf company／Aged corporation）是不同的。在用途與目的上又與傀儡公司（dummy corporation ，dummy company）不同。

## 例子
- 市面上，一些公司秘書、商業服務公司、律師事務所等，預先成立很多名字受歡迎的空殼公司，販賣給未來的客人。例如一些外地商人來本地經商，需要成立本地公司，但是又不知如何辦手續申請，即時的方法是買一間空殼公司，再投入業務便可。
- 物業投資者為稅務計劃，以空殼公司名義持有個別投資物業，達至減少印花稅額，及享受更多扣稅額的目的。
- 以「上下分離」方式持有鐵路資產的「第三種鐵道事業者」

空殼公司是一個中性的名字，這視乎持有人的用心，例如用以騙人入股，說有大生意，結果是「零」。或開設空殼公司招聘，向求職者收取費用後結業以騙財。如此「空殼」，非公司之罪。

## 美國證券交易委員會定義
美國證券交易委員會定義空殼公司（shell company），指缺乏（或仅有名义上的）主营业务，且（1）没有或仅有名义上的资产；（2）资产仅由现金和现金等价物组成；或（3）资产由任意数量的现金和现金等价物以及名义上的其他资产组成。